# 28.º Prêmio Angelo Agostini
O 28.º Prêmio Angelo Agostini (também chamado Troféu Angelo Agostini) foi um evento organizado pela Associação dos Quadrinhistas e Caricaturistas do Estado de São Paulo (ACQ-ESP) com o propósito de premiar os melhores lançamentos brasileiros de quadrinhos de 2011 em diferentes categorias.

## História
Com o voto aberto para qualquer interessado, seja profissional ou leitor de quadrinhos, as cédulas de votação foram enviadas de 12 de dezembro de 2011 a 6 de janeiro de 2012 por correio ou e-mail. Um total de 480 cédulas foram apuradas, exatamente o dobro da edição anterior, sendo que 95% dos eleitores enviaram seus votos por e-mail. A relação de vencedores foi divulgada no blog oficial da AQC-ESP em 15 de janeiro.
A entrega dos troféus ocorreu no Espaço Cultural do Instituto Cervantes, em São Paulo. Antes da cerimônia, houve o lançamento das edições 53 e 54 da revista Calafrio e a exibição do trecho inicial do documentário Ao Mestre com Carinho: Rodolfo Zalla, de Marcio Baraldi, também lançado no evento. Foi realizado ainda o debate "A Nova Lei Brasileira dos Quadrinhos na Opinião dos Profissionais", com a presença dos quadrinistas Jal, Marcio Baraldi e Spacca e o editor Guilherme Kroll, da Balão Editorial, com mediação do jornalista Jota Silvestre.

## Prêmios
| Categoria                    | Vencedores                                         |
| ---------------------------- | -------------------------------------------------- |
| Mestre do Quadrinho Nacional | Bira Dantas                                        |
| Mestre do Quadrinho Nacional | Fernando Gonsales                                  |
| Mestre do Quadrinho Nacional | Lourenço Mutarelli                                 |
| Mestre do Quadrinho Nacional | Moacir Torres                                      |
| Desenhista                   | Maurílio DNA                                       |
| Roteirista                   | Daniel Esteves                                     |
| Lançamento                   | Ação Magazine vários autores (Lancaster Editorial) |
| Troféu Jayme Cortez          | Festival Internacional de Quadrinhos               |
| Fanzine                      | Miséria Coletivo Miséria                           |
| Cartunista                   | Gustavo Duarte                                     |
| Lançamento independente      | Love Hurts Murilo Martins                          |